# Raïon de Bakhtchyssaraï
Le raïon de Bakhtchyssaraï (en russe : Бахчисарайский район, en ukrainien : Бахчисарайський район, Bakhtchyssaraïsky raïon) est une subdivision administrative de la république de Crimée, en Russie (revendiquée par l'Ukraine). Son centre administratif est la ville de Bakhtchyssaraï.

## Patrimoine
La forteresse de Mangoup, la Nécropole d'Oust-Almyn.

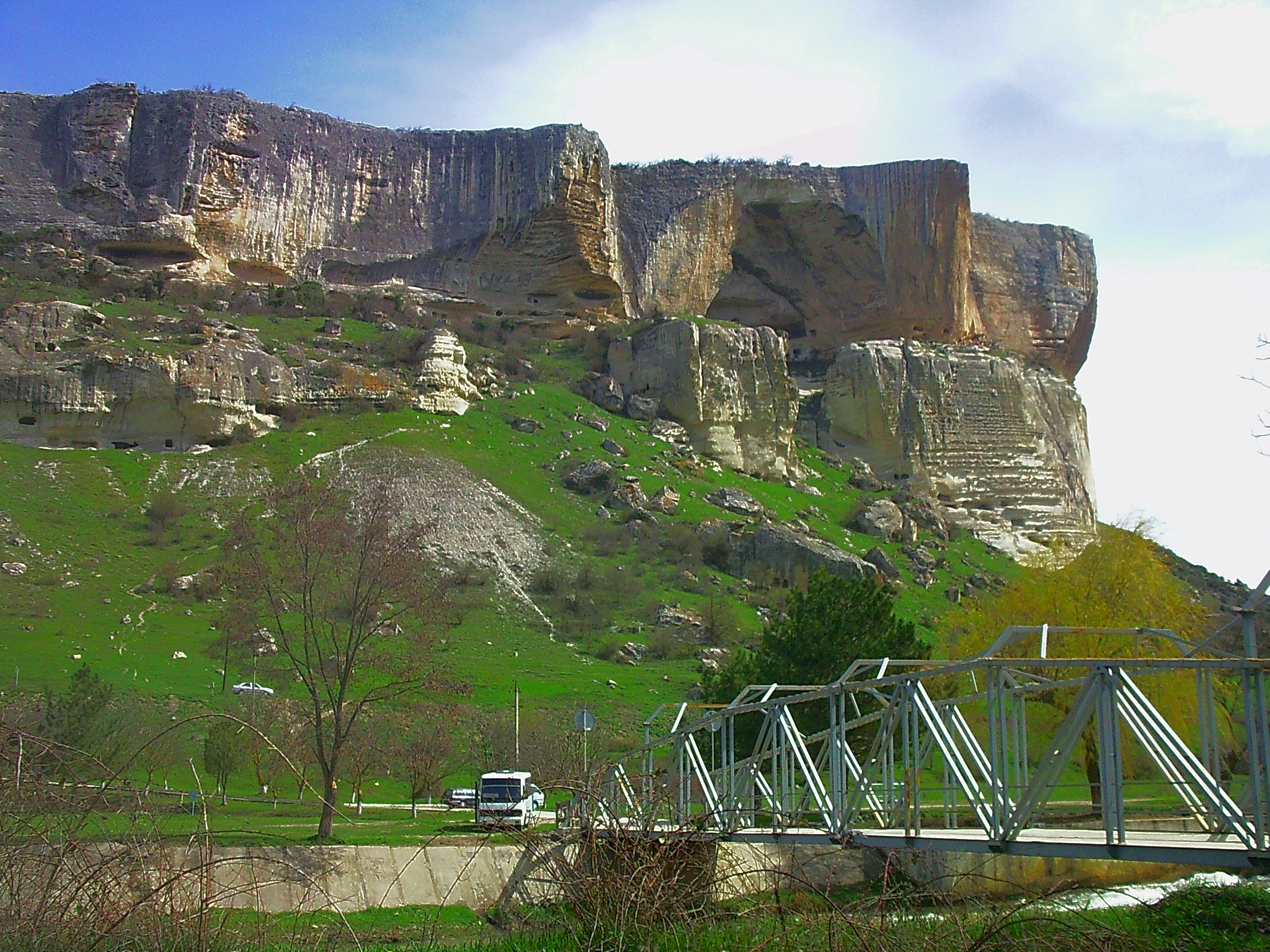
Katchi-Kalon, ancien monastère classé[1],
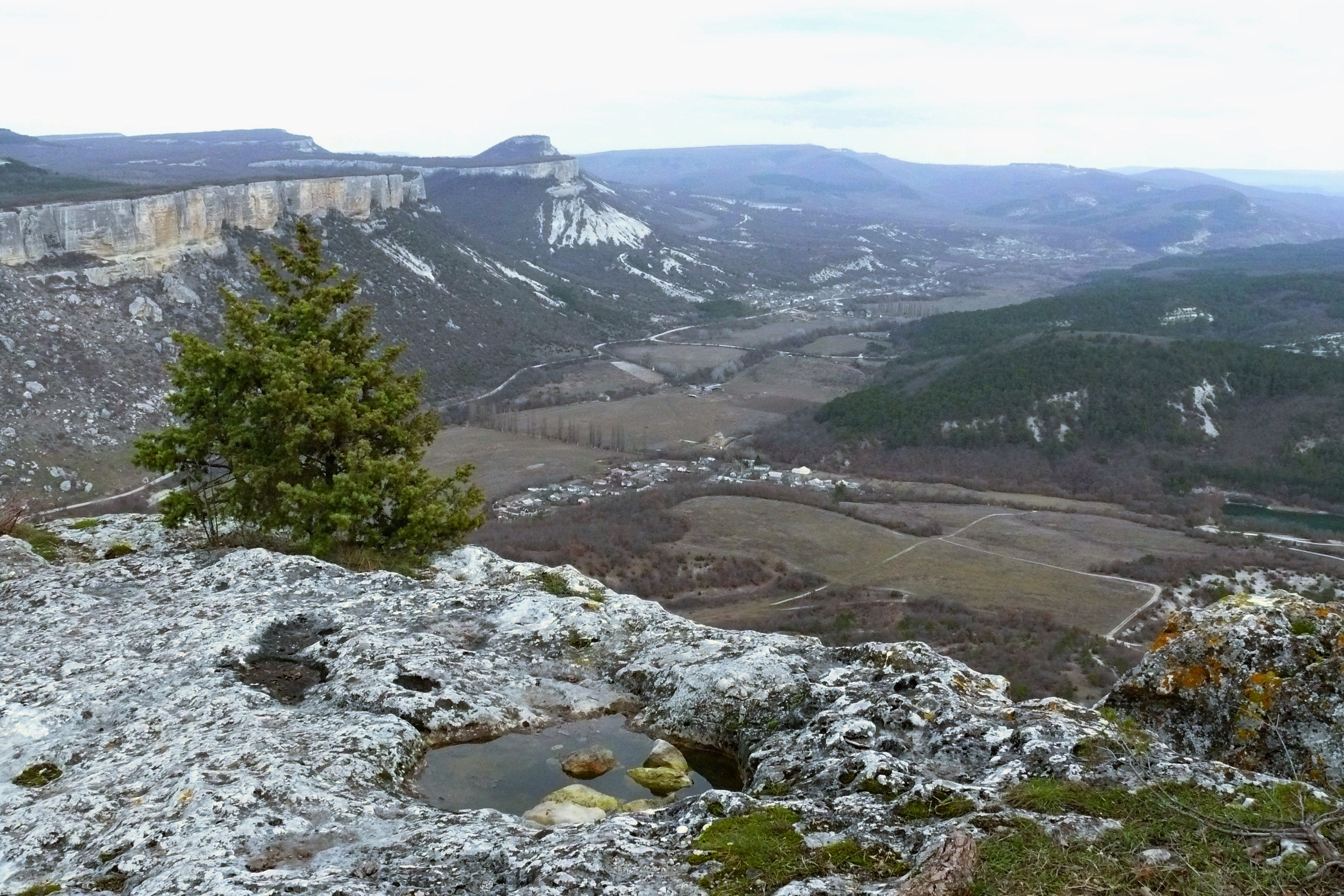
forteresse de Bouroun Kaïa, classé[3],
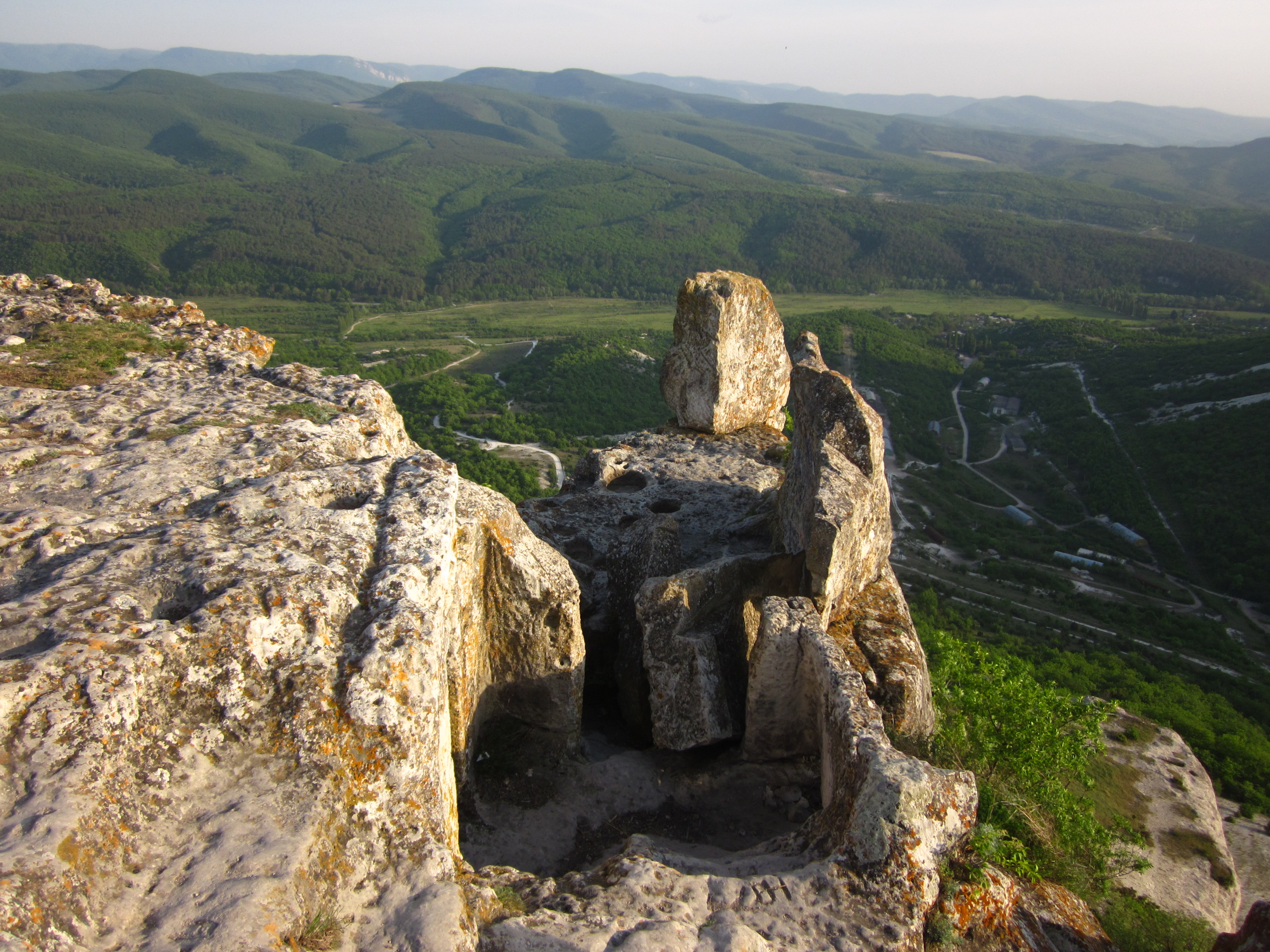
le Tepe Kermen classé[4],[5],[6],
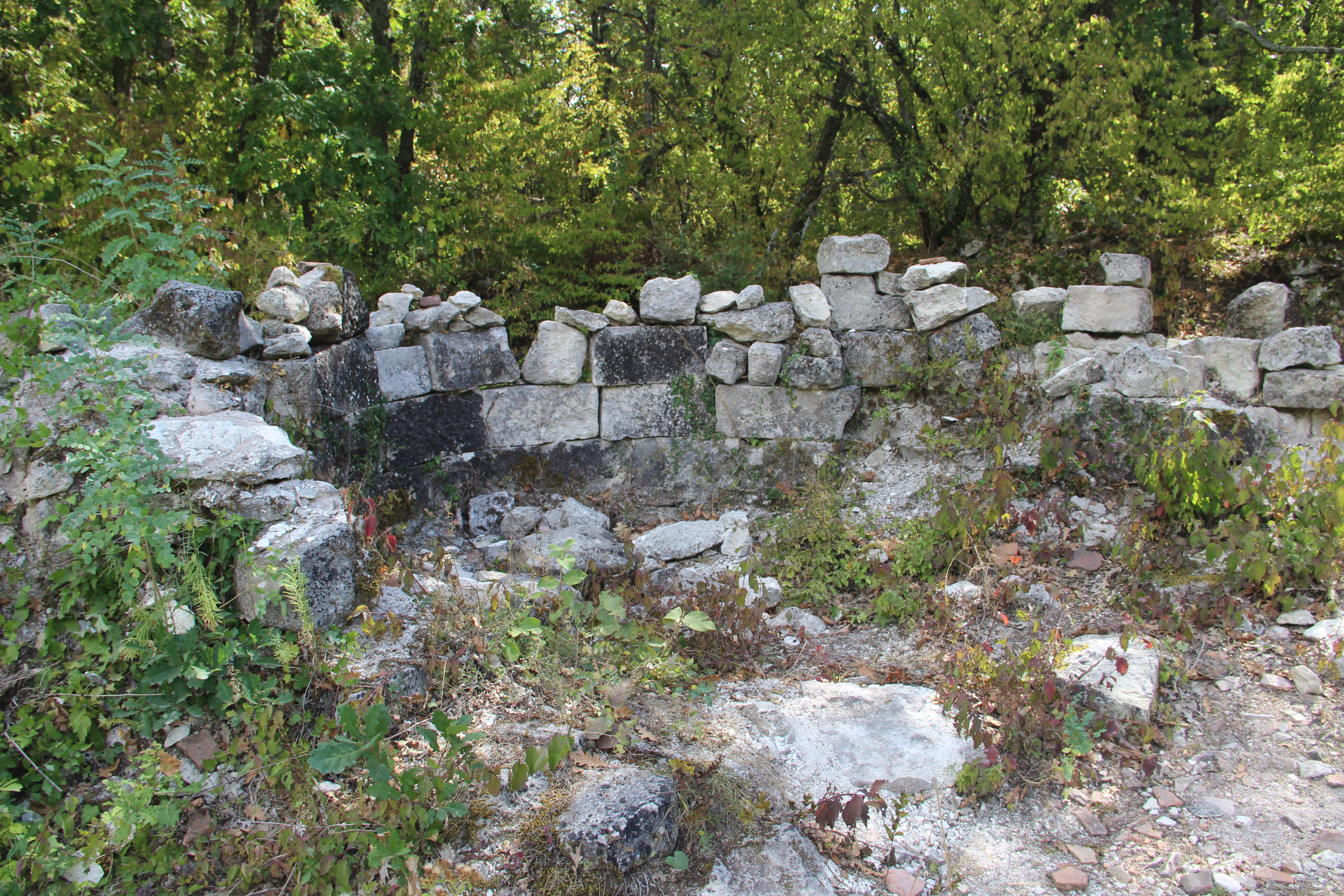
la basilique de Eski-Kermen classé[7],
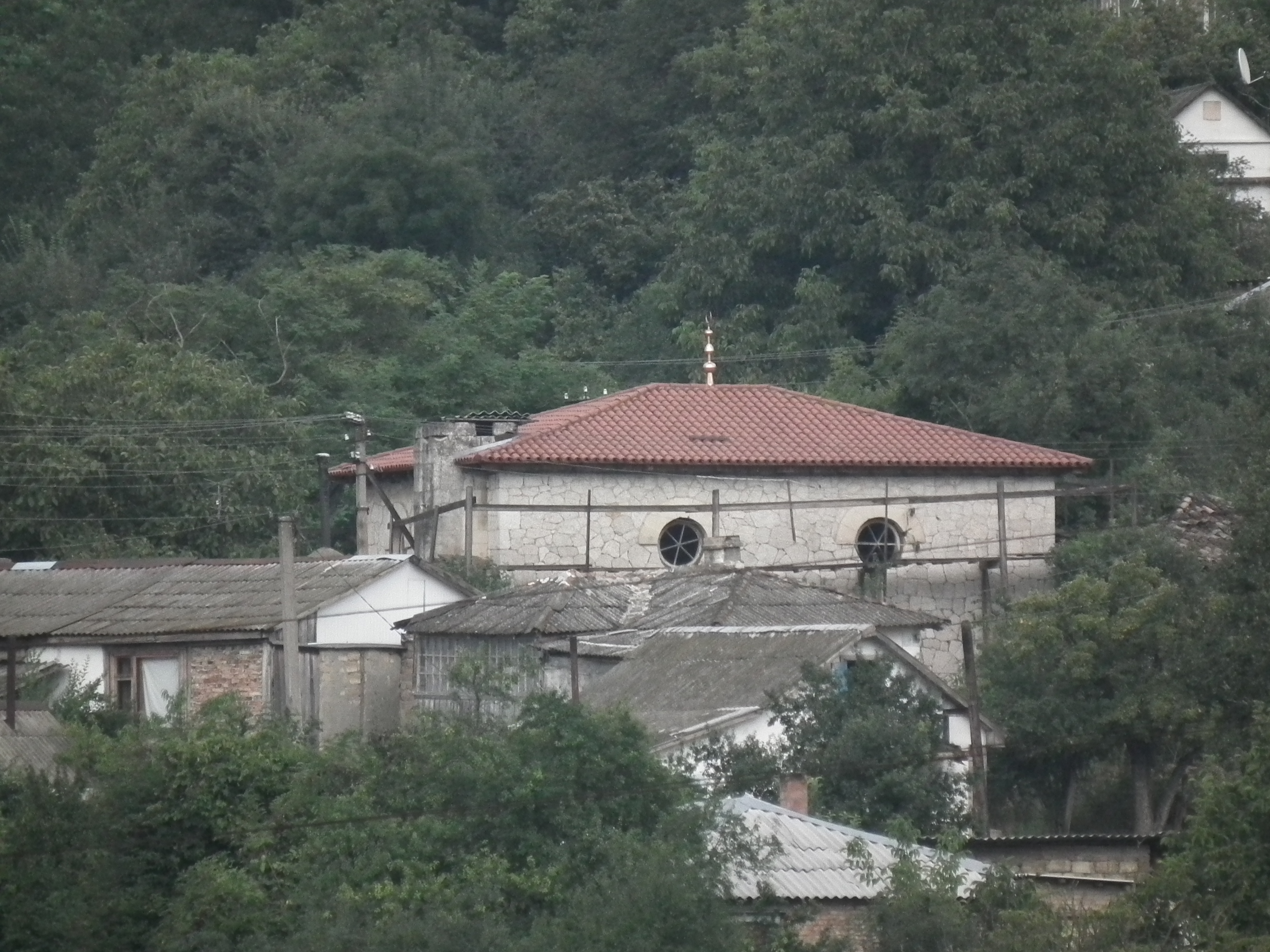
La mosquée Boulgakov classé[8],
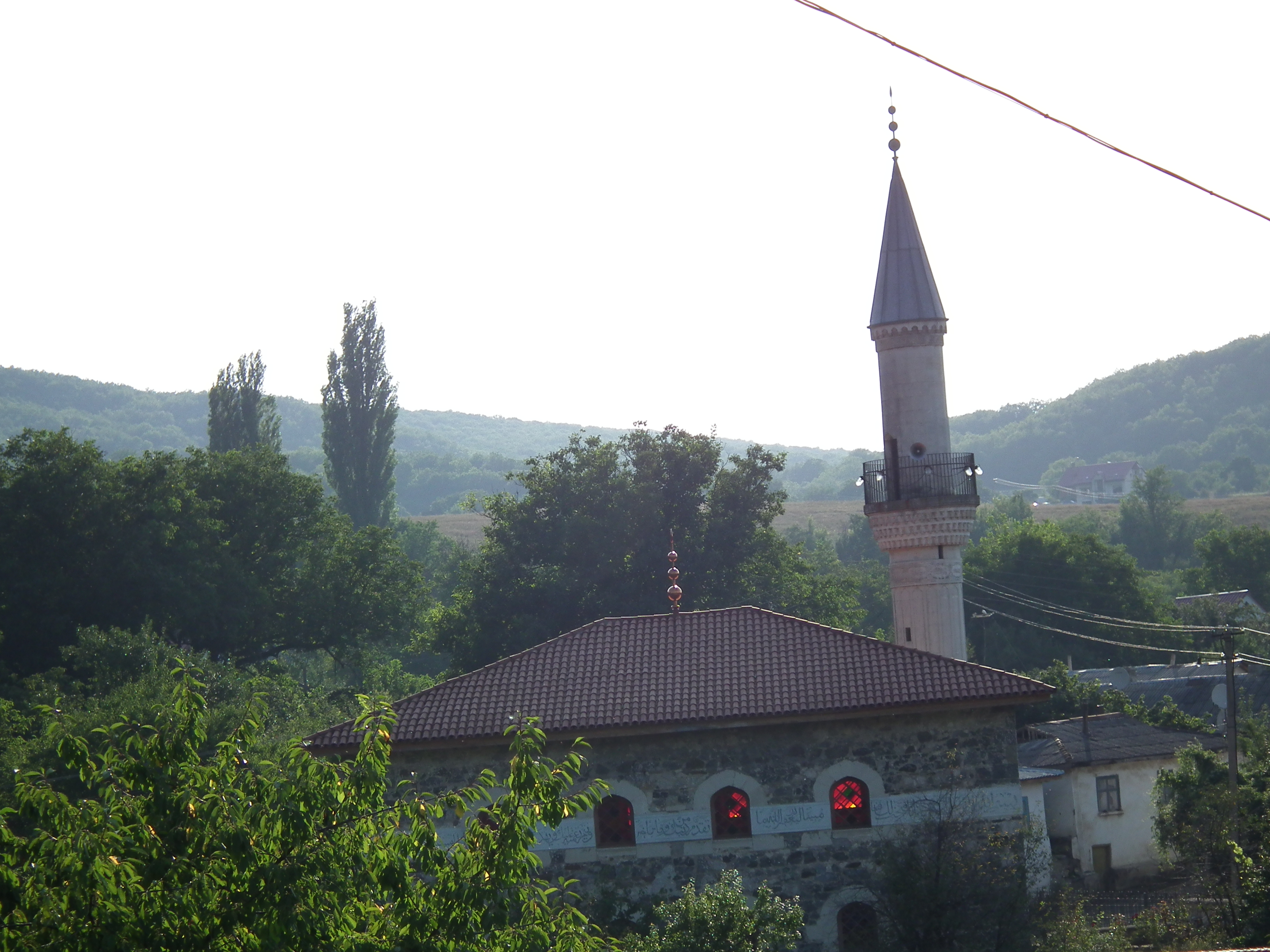
La mosquée Kokoz Djami classé[9] de Sokolinoïe.